# Virginia Slims of Oklahoma 1990
Il Virginia Slims of Oklahoma 1990 è stato un torneo di tennis giocato sul cemento indoor. 
È stata la 5ª edizione del torneo, che fa parte della categoria Tier IV nell'ambito del WTA Tour 1990. 
Si è giocato al The Greens Country Club di Oklahoma City negli USA, dal 19 al 25 febbraio 1990.

## Campionesse

### Singolare
Amy Frazier ha battuto in finale  Manon Bollegraf con il punteggio di 6–4, 6–2

### Doppio
Mary Lou Daniels /  Wendy White hanno battuto in finale  Manon Bollegraf /  Lise Gregory con il punteggio di 7–5, 7–2